# Abida attenuata
Abida attenuata – gatunek europejskiego ślimaka z rodziny ziarnkowatych (Chondrinidae).

## Rozmieszczenie geograficzne
Mięczaka tego, tworzącego dwie odrębne populacje, spotyka się we Francji (Pireneje Wschodnie) oraz w Hiszpanii (w kraju Basków, Orduña).
Jego siedlisko to kamienie wapienne.

## Zagrożenia i ochrona
Gatunek występuje względnie pospolicie, a jego populacja nie podlega większym zmianom.
IUCN nie wymienia żadnych znaczących zagrożeń dla gatunku. Wspomina jedynie, że kopalnictwo i rozwój komunikacji drogowej mogą wywierać niekorzystny wpływ na niektóre subpopulacje. W związku z tym nie prowadzi się żadnych działań zmierzających do ochrony gatunku.